# Obole de Charon

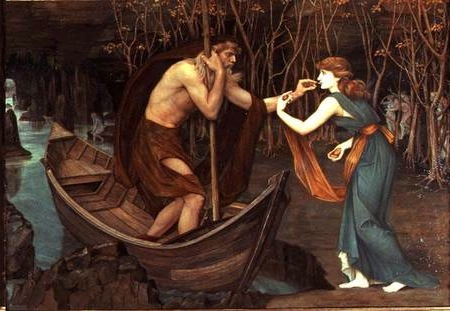
Charon et Psyche (1883), interpretation pré-raphaélite du mythe par John Roddam Spencer Stanhope

L'obole de Charon est un terme allusif désignant la pièce de monnaie placée dans ou sur la bouche d'un mort avant l'enterrement. Les sources littéraires grecques et latines précisent que la pièce est une obole et l'expliquent comme un paiement ou un pot-de-vin pour Charon, le passeur qui transportait les âmes à travers le fleuve qui séparait le monde des vivants du monde des morts. Des exemples archéologiques de ces pièces, dont la dénomination variait dans la pratique, ont été appelés « les objets funéraires les plus célèbres de l'Antiquité ».
La coutume est principalement associée aux anciens Grecs et Romains, bien qu’on la retrouve également dans le Proche-Orient ancien. En Europe de l'Ouest, une utilisation similaire des pièces de monnaie dans les sépultures se trouve dans les régions habitées par les Celtes des cultures gallo-romaine, hispano-romaine et romano-britannique, ainsi que chez les peuples germaniques de l'Antiquité tardive et du début de l'ère chrétienne, avec des exemples sporadiques au début du XXe siècle.
Bien que l'archéologie montre que le mythe reflète une coutume réelle, le placement de pièces de monnaie avec les morts n'était ni omniprésent ni limité à une seule pièce de monnaie dans la bouche du défunt. Dans de nombreuses sépultures, des tablettes de feuilles de métal inscrites ou des exonumia remplacent la pièce de monnaie ou les croix en feuille d'or au cours de la période paléochrétienne. La présence de pièces de monnaie ou d'un trésor dans les navires funéraires germaniques suggère un concept analogue.
L'expression « obole de Charon », telle qu'utilisée par les archéologues, peut parfois être comprise comme faisant référence à un rite religieux particulier, mais sert souvent d'abréviation pour désigner la monnaie comme objet funéraire présumé faciliter le passage du défunt dans l'au-delà. En latin, l'obole de Charon est parfois appelée viatique, ou « subsistance pour le voyage » ; le placement de la pièce sur la bouche a également été expliqué comme un sceau destiné à protéger l'âme du défunt ou à l'empêcher de revenir.